# Стшепово
Стшепово (пол. Strzepowo) — село в Польщі, у гміні Бендзіно Кошалінського повіту Західнопоморського воєводства.
Населення — 280 осіб (2011).

## Демографія
Демографічна структура станом на 31 березня 2011 року:
|          | Загалом | Допрацездатний вік | Працездатний вік | Постпрацездатний вік |
| -------- | ------- | ------------------ | ---------------- | -------------------- |
| Чоловіки | 133     | 25                 | 94               | 14                   |
| Жінки    | 147     | 34                 | 86               | 27                   |
| Разом    | 280     | 59                 | 180              | 41                   |